# Audru
Audru (německy Audern) je městečko v estonském kraji Pärnumaa. Obec se nachází u řeky Audru (estonsky: Audru jõgi), má základní školu a kostel.
Před správní reformou v roce 2017 bylo samosprávně patřící do obce Audru, jejímž bylo administrativním centrem.

## Historie
Panství Audru bylo založeno ve středověku. První písemná zmínka je z roku 1449, kde je jako panství uváděna pod názvem Auder. Panství, které původně patřilo církvi a bylo centrem biskupství Saare-Lääne, přešlo v roce 1627 do soukromých rukou. Od roku 1807 byl v držení rodiny Pilar von Pilchau. V roce 1919 byl vyvlastněn Estonskou republikou.
Na konci 18. století si majitel postavil dřevěný zámeček. Na počátku 50. let 20. století byl zbořen. Dochovalo se několik hospodářských budov.

## Osobnosti
V roce 1661 zemřeli v Audru švédský polní maršál Johan Banér a vdova estonského guvernéra Heinricha von Thurn Johanna Margaretha (Baden) (1623–1661), která byla dcerou markraběte Baden-Durlach Friedrich V (1594–1659) a jeho první manželky Barbary z Württemberka (1593–1627), vnučka vévody z Württemberska Fredericka I. (1557–1608).

## Kostel

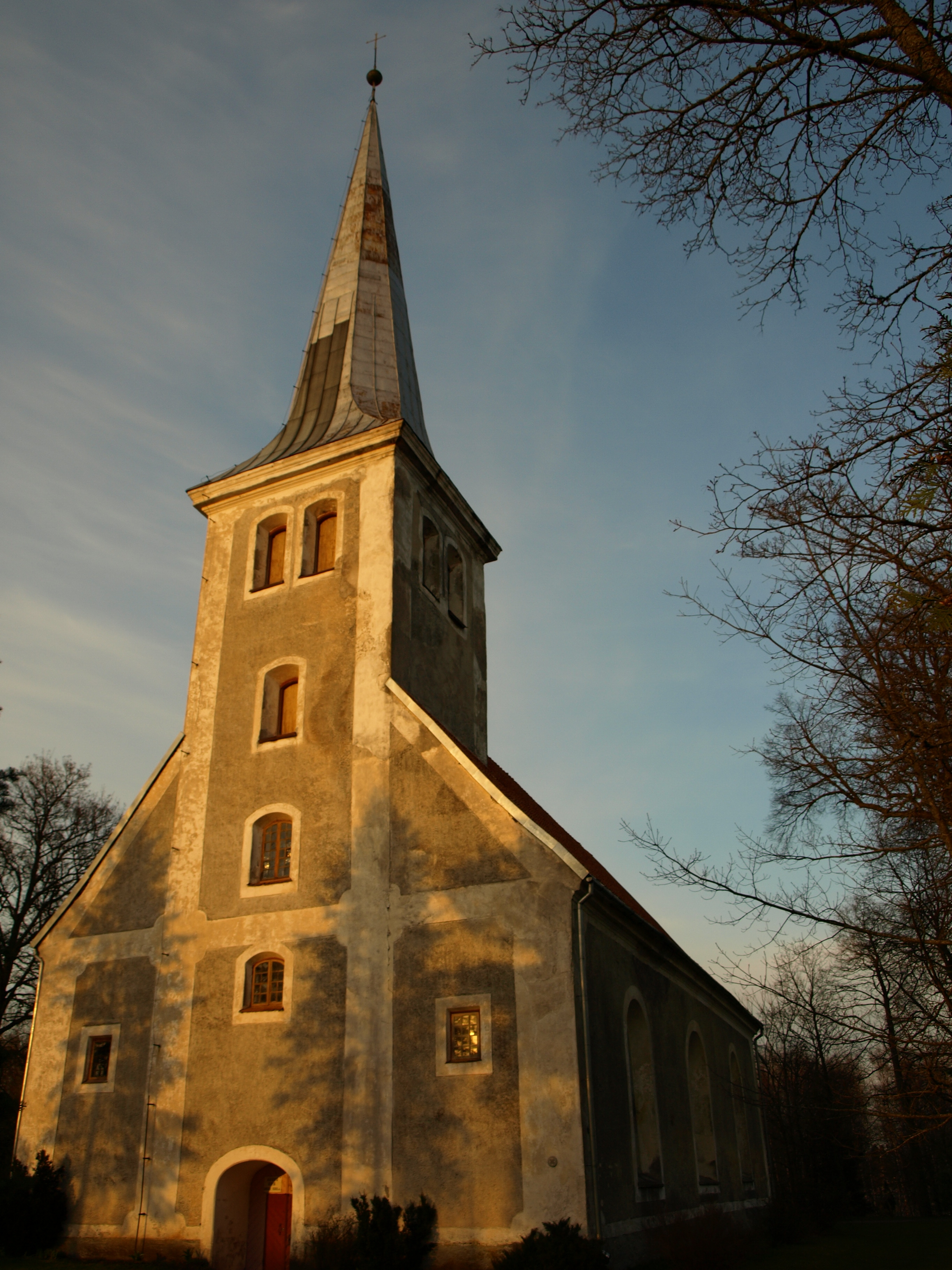
Kostel v Audru

V obci je kostel svatého Kříže, který byl postaven v roce 1680 na příkaz Magnuse Gabriela de la Gardie.